# Lee Min-ki

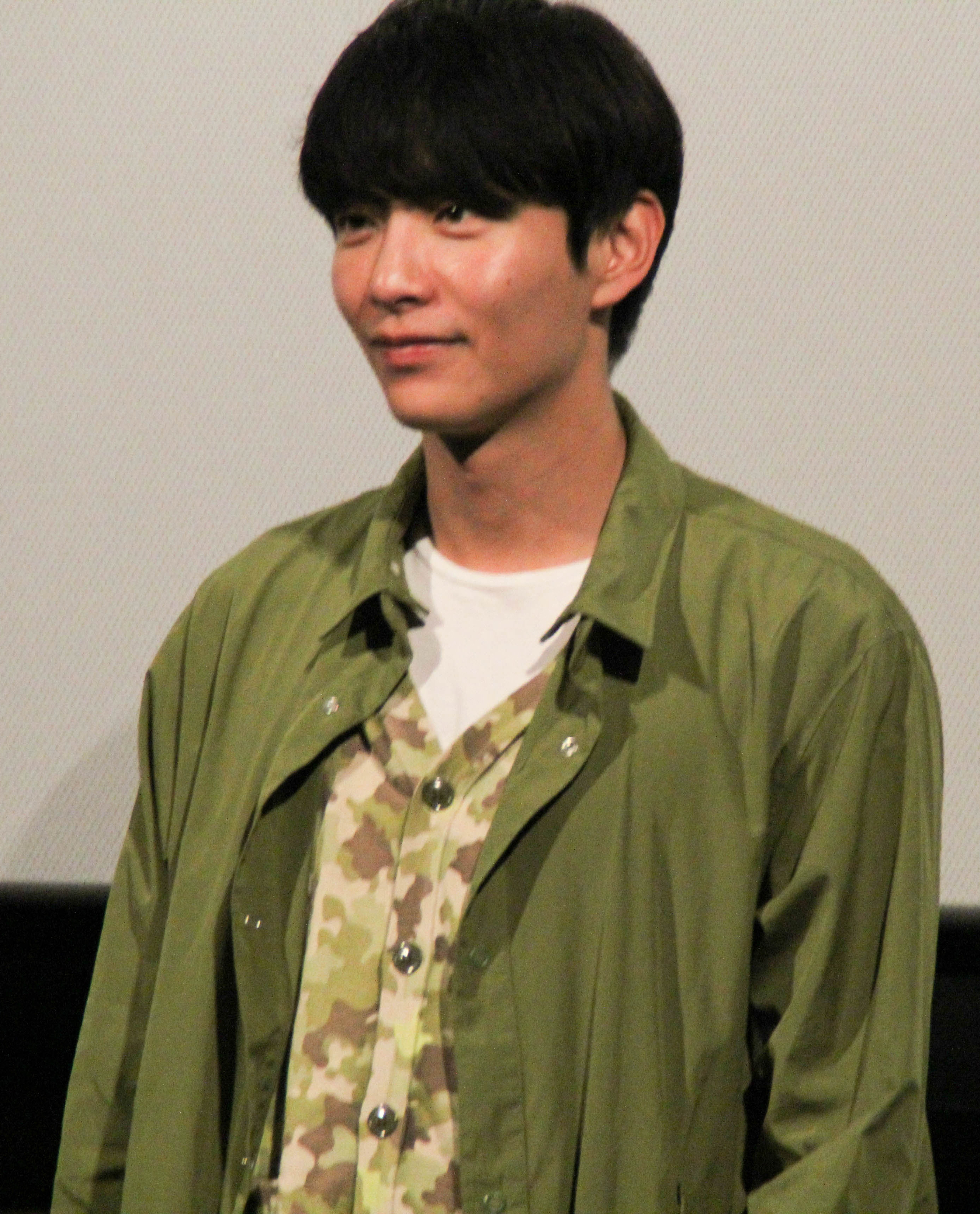
Lee Min-ki

Lee Min-ki (* 16. Januar 1985 in Gimhae, Südkorea) ist ein südkoreanischer Schauspieler.

## Filmografie
- 2006: Riverbank Legends (Cameo-Auftritt)
- 2007: A Good Day to Have an Affair (바람피기 좋은날)
- 2008: Humming (Cameo)
- 2008: Romantic Island (로맨틱 아일랜드)
- 2009: Oishi Man (오이시맨)
- 2009: Tsunami – Die Todeswelle (해운대 Haeundae)
- 2009: A Million (10억)
- 2011: Adrenalin Rush (퀵 Quick)
- 2011: Spellbound (오싹한 연애 Ossakhan Yeonae)
- 2013: Very Ordinary Couple (연애의 온도 Yeonae-uo Ondo)
- 2014: Monster (몬스터)
- 2014: For the Emperor (황제를 위하여)
- 2015: Shoot Me in the Heart (내 심장을 쏴라)